# Chiesa di San Giacomo (Sant'Omobono Terme)
La chiesa di San Giacomo Maggiore Apostolo è un luogo di culto cattolico di Selino Alto frazione di Sant'Omobono Terme edificato nel XV secolo ed elevato a parrocchiale nel 1465.

## Storia
Il primo documento che attesta l'esistenza della chiesa è l'atto di consacrazione e intitolazione a san Giacomo il Maggiore del 17 agosto 1461 del vescovo di Bergamo Giovanni Baronziostaccandola dalla chiesa di Sant'Antonio Abate di Berbenno. Dagli atti della visita pastorale del 1575 di san Carlo Borromeo risulta che la torre campanaria si era ancora in costruzione. La chiesa ebbe una ricostruzione nel Settecento seguendo le mode neoclassiche del periodo con la costruzione della zona absidale sono agli inizi del XIX secolo.
Il Novecento vide lavori di manutenzione straordinaria con la ristrutturazione del campanile e la nuova consacrazione con la conferma dell'intitolazione al santo apostolo del vescovo Adriano Bernareggi il quale depose e sigillò nell'altare maggiore le reliquie di Padre Pietro da Pietrelcina e sant'Alessandro di Bergamo il 29 settembre 1933..

## Descrizione
L'ampio sagrato che precede l'edificio ha la pavimentazione in lastroni di pietra e riprende la facciata in pietre a vista. Questa è tripartita da lesene che nella parte inferiore terminano con la cornice marcapiano e che proseguono culminando con capitelli ionici che reggono la trabeazione terminante con il timpano triangolare. nella sezione centrale vi è il postale con paraste sagomate, nella parte superiore vi è la finestra rettangolare atta ad illuminare l'aula. Le sezioni laterali hanno due nicchie vuote.
L'interno a navata unica divisa da lesene in quattro campate culminante con il cornicione da dove parte il soffitto a botte. Lateralmente sono presenti alcune nicchie che conservano le statue di san Giuseppe con Bambino e la Madonna con Bambino. Il presbiterio a cui si accede da due gradini, è leggermente più stretto e terminante con l'abside a pianta rettangolare, con coro ligneo, e terminante con la copertura a tazza. La chiesa conserva opere lignee realizzate dalla bottega fantoniana di Rovetta e dipinti di Francesco Quarenghi, nonno del più famoso Giacomo.